# Belo Montestuwdam

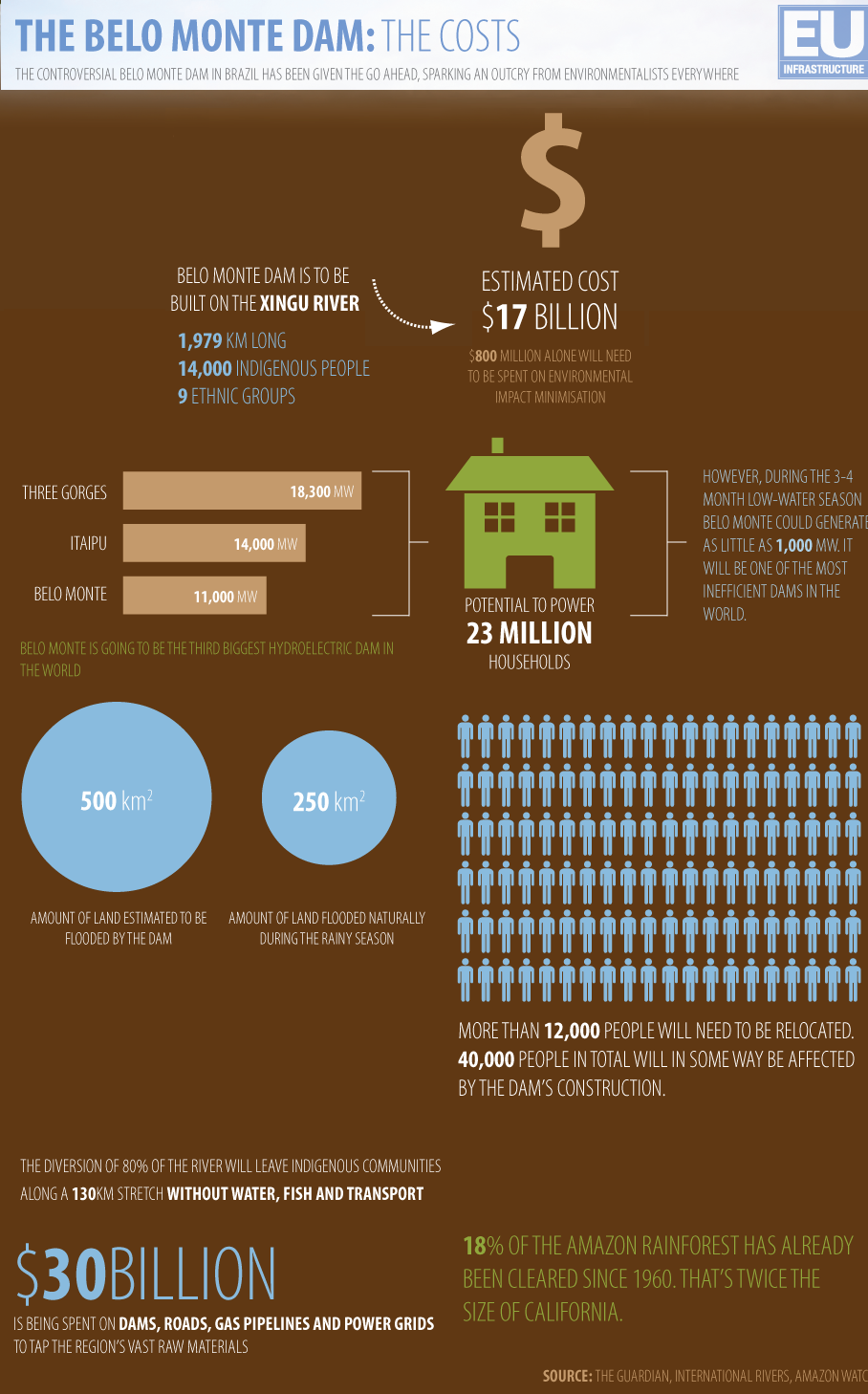
Infografiek over de kosten van de Belo Montestuwdam

De Belo Montestuwdam (Portugees: Complexo Hidrelétrico Belo Monte; voorheen bekend als de Kararaô-dam) is een waterkrachtcentrale aan de Xingurivier in de Braziliaanse staat Pará, midden in het Amazoneregenwoud. Het dammencomplex heeft een capaciteit van 11 233 megawatt (MW), waardoor hij de op een na grootste waterkrachtcentrale in Brazilië is (alleen Itaipudam is groter) en de vijfde grootste stuwdam van de wereld. Toch is de gegarandeerde productiecapaciteit van de Belo Montedam 4 571 MW, wat maar 39% van zijn maximale capaciteit is. Via hoogspanningsleidingen wordt de elektriciteit die door de turbines wordt opgewekt verbonden met het het Braziliaanse hoofd-elektriciteitsnet en verspreid over het hele land, zowel voor publiek (ongeveer 70%) als voor industrieel verbruik, zoals mijnbouw en mineraalwinning (ongeveer 30%). De eerste turbines werden met het stroomnet verbonden op 5 mei 2016. In november 2019 werd de gehele centrale, met alle 18 turbines, in gebruik genomen. 
De internationale gemeenschap heeft zich tijdens de bouw van de dam stevig verzet tegen de uitvoer van het project vanwege de economische niet-levensvatbaarheid, de ondoeltreffendheid, en de negatieve gevolgen voor het milieu en de inwoners van de regio. Bovendien vrezen critici dat de bouw van de Belo Montedam de bouw van andere dammen, die een grotere impact zouden hebben, levensvatbaar en mogelijk maken.

## Ontwerp
Het complex bestaat uit drie dammen, dijken en een reeks kanalen om twee verschillende centrales te voorzien van water.
De drie dammen zijn:
- de Belo Montedam, die 90 m hoog en 3 545 m lang zal zijn, een structureel volume van 25 356 000 m³ zal hebben en 97 m boven het zeeniveau zal staan;
- de Bela Vistadam, die als secundaire dam van het complex zal fungeren, 33 m hoog en 351 m lang zal zijn, en een structureel volume van 239 500 m³ en een maximale afvoercapaciteit van 14 600 m³ per seconde zal hebben;
- de Pimentaldam, die op de Xingurivier gebouwd zal worden, 36 m hoog en 6 248 m lang zal zijn, en een structureel volume van 4 768 000 m³ zal hebben.

De twee reservoirs zijn:
- het Reservatório dos Canais (letterlijk het kanalenreservoir), dat een normale capaciteit van 1 889 miljard m³ en een oppervlakte van 108 km² zal hebben;
- het Calha do Xingureservoir, dat een capaciteit van 2 069 miljard m³ en een oppervlakte van 333 km² zal hebben.

## Ontwikkelaar
Het project wordt ontwikkeld door het Norte Energiaconsortium. Het consortium wordt rechtstreeks beheerd door het staatsenergiebedrijf Eletrobras (15%), dat via haar dochterondernemingen Eletronorte (19,98%) en CHESF (15%) 49,98% van het consortium bezit. In juli 2010 heeft Eletrobras verklaard dat 18 partners aandelen zouden hebben in het project:
- Eletronorte, dochteronderneming van Eletrobras - 19,98%
- Eletrobras, staatsbedrijf - 15%
- CHESF, dochteronderneming van Eletrobras - 15%
- Bolzano Participações - 10%
- Gaia Energia e Participações (Bertin Groep) - 9%
- Caixa Fi Cevics Investeringen - 5%
- Bouwbedrijf OAS - 2,51%
- Queiroz Galvão, bouwbedrijf - 2,51%
- Funcef pensioenfonds - 2,5%
- Galvão Engenharia, bouwbedrijf - 1,25%
- Contern Construções, bouwbedrijf - 1,25%
- Cetenco Engenharia, bouwbedrijf - 1,25%
- Mendes Junior, bouwbedrijf - 1,25%
- Serveng-Civilsan, bouwbedrijf - 1,25%
- J Malucelli, bouwbedrijf - 1%
- Sinobras - 1%
- J Malucelli Energia, bouwbedrijf - 0,25%

## Financiering
Het dammencomplex zal naar verwachting meer dan 16 miljard dollar kosten, en de transmissielijnen circa 2,5 miljard dollar. Het project wordt ontwikkeld door het staatsenergiebedrijf Eletronorte, en zal grotendeels door de Braziliaanse Ontwikkelingsbank (BNDES) worden gefinancierd.
Aanzienlijke bedragen voor het project zullen ook worden gefinancierd door de Braziliaanse pensioenfondsen Petros, Previ en Funcef. Onder de particuliere investeerders staan de mijnbouwreuzen Alcoa en Vale, de bouwconglomeraten Andrade Gutierrez, Votorantim, Grupo OAS, Queiroz Galvão, Odebrecht en Camargo Correa, en de energiebedrijven GDF Suez en Neoenergia.

## Geschiedenis
De plannen voor de bouw van de dam zijn in 1975 begonnen, maar vanwege hun controversiële aard werden ze al snel stilgelegd. Het duurde tot de late jaren 90 voor er weer over gesproken werd. Na de millenniumwisseling onderging de dam nieuwe ontwerpen, was er vernieuwde controverse en werden er nieuwe effectbeoordelingen gemaakt.
In februari 2010 heeft de Braziliaanse milieuorganisatie IBAMA een milieuvergunning verleend voor de bouw van de dam, ondanks geruchten vanuit het agentschap over onvolledige informatie in het milieueffectrapport, dat geschreven is door Eletrobras, Odebrecht, Camargo Correa en Andrade Gutierrez.
In oktober 2009 bracht een panel, samengesteld uit onafhankelijke deskundigen afkomstig van Braziliaanse universiteiten en onderzoeksinstellingen, een rapport over het milieueffectrapport uit, waarin ze "diverse omissies en methodologische inconsistenties" aanwezen. Enkele van de gevonden problemen van het milieueffectrapport waren de onzekerheden wat betreft de kosten van het project, de ontbossing, de productiecapaciteit, de uitstoot van broeikasgassen en in het bijzonder het gebrek aan aandacht voor diegenen die zouden lijden onder de omleiding van de Xingurivier langs het gebied van Volta Grande.
In 2009 namen Leozildo Tabajara da Silva Benjamin en Sebastião Custódio Pires, twee hoge functionarissen van IBAMA, ontslag vanwege de politieke druk om het project goed te keuren. In januari 2011 nam ook Abelardo Azevedo, president van IBAMA, ontslag. In 2010 veroordeelden 140 organisaties en sociale bewegingen uit Brazilië en uit de rest van de wereld de besluitvorming bij het verlenen van de milieuvergunning voor de dammen. Dat deden ze in een brief aan toenmalig Braziliaans president Luiz Inácio Lula da Silva.
Op 26 augustus 2010 kreeg Norte Energia een contract waarin toestemming gegeven werd om de dam te bouwen zodra het Braziliaanse Instituut voor Milieu en Hernieuwbare Natuurlijke Hulpbronnen (IBAMA) een installatievergunning zou uitgeven. Op 26 januari 2011 werd een gedeeltelijke installatievergunning verleend, maar de bouwwerken werden op 25 februari stilgelegd door het besluit van een federale rechter. Op 3 maart werd dit besluit echter vernietigd door een hogere rechtbank, waardoor de bouwwerken mochten beginnen.

## Milieueffecten
Het 668 km² grote reservoir van Belo Monte zal 400 km² (ongeveer 0,01%) van het Amazonewoud onder water zetten. Het milieueffectrapport dat door Eletrobras, Odebrecht, Camargo Correa en Andrade Gutierrez geschreven werd, vermeld de volgende mogelijke gevolgen:
- het verlies van de vegetatie en de natuurlijke omgeving, met veranderingen in de flora en fauna;
- veranderingen in de kwaliteit van het water en van de watervoorziening, en veranderingen van de vistrekroutes;
- tijdelijke verstoring van de watervoorziening in de Xingurivier (ongeveer 7 maanden).

## Sociale gevolgen

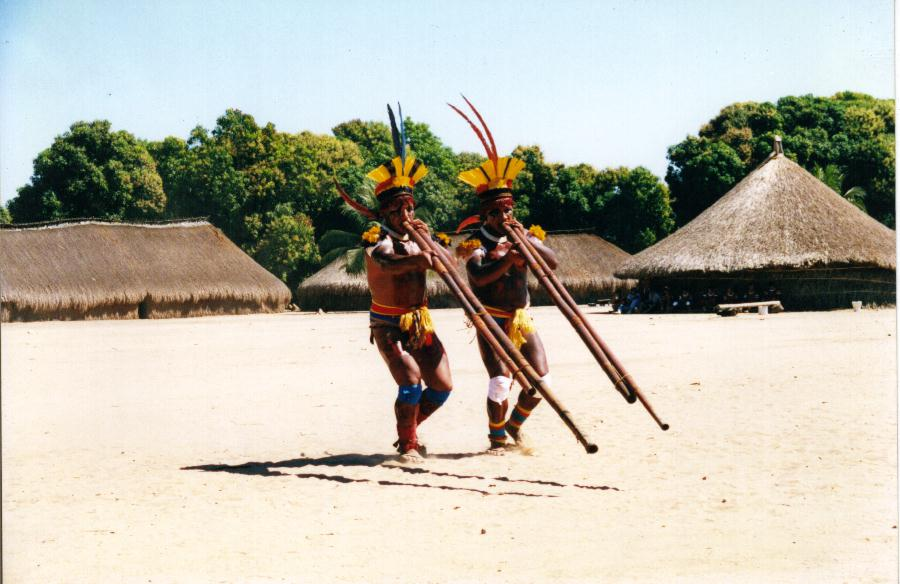
De Kamaiura's, die in het stroomgebied van de Xingurivier leven, zijn een van de inheemse volksstammen die door de bouw van de Belo Montedam getroffen worden

De bouw van de Belo Montedam zal rechtstreekse gevolgen hebben voor de inheemse volkeren die in de omgeving van het stroomgebied van de Xingurivier leven. Het gaat hierbij om de volgende gemeenschappen: Apidereula, Arareute, Ikpeng, Juruna, Kaiabi, Kayapo, Kamaiura, Kuikuro, Macaw, Meinacos, Nauquá, Panará, Suiás, Tapaiúnas, Trumai, Uaurá, Xavante en Yawalapiti (in totaal ongeveer 13 000 mensen). Ook 62 inheemse leiders, afkomstig uit de stammen Aykre, Bacajá, Cakamkubem, Kapoto, Kararaô, Kiketrum, Mentutire, Moikarako, Mrotidjam, Omekrankum, Pokaimone, Potikro, Terra-Wanga, Tukaia en Tukamã, kanten zich tegen de bouw van de stuwdam.
De dam zou het waterpeil van de rivier verlagen, wat gevolgen zou hebben voor de visbestanden waarvan de inheemse gemeenschappen afhankelijk zijn voor hun dagelijkse levensonderhoud. Aangezien de rivier voor de nabijgelegen gemeenschappen het enige vervoersmiddel is, wordt er verwacht dat de dam bovendien ook zal bijdragen tot de geografische afzondering van de inheemse volkeren van het stroomgebied van de Xingurivier, waardoor hun toegang tot sociale diensten verminderd zal worden. De verandering van het waterpeil zou ook een aanzienlijke ecologische impact met zich mee kunnen brengen, aangezien het waterpeil in deze regio een belangrijke ecologische regulator is. Er wordt eveneens verwacht dat de bevolkingsgroei in het gebied, vanwege de bouw van de dam, conflicten over territoria en natuurlijke hulpbronnen zal veroorzaken en de grondspeculatie in het gebied zal vergroten. De komst van een grote externe bevolking zou ook kunnen leiden tot een opleving van seksueel overdraagbare ziekten, alcoholisme en druggebruik.
De dam zal meer dan 20 000 mensen dwingen te verhuizen, voornamelijk vanuit de gemeenten van Altamira en Vitória do Xingu. De twee 500 m brede en 12 km lange omleidingskanalen die er gegraven worden, zullen water vanuit de belangrijkste dam naar de energiecentrale afleiden. Dat zal de stroomsnelheid van de rivier de Xingu tot 80% verminderen rond het gebied dat bekendstaat als Volta Grande, waar het grondgebied van de inheemse volkeren Juruna en Arara samenkomt. Hoewel deze stammen niet rechtstreeks door de overstromingen beïnvloed zullen worden, zouden ze last kunnen krijgen van onvrijwillige verplaatsing, want de omleiding van de rivier heeft een negatieve invloed op de visserij, het grondwater en de vervoersmogelijkheden op de rivier. Dat zijn punten die vaak wordt bekritiseerd en die niet aan de orde kwamen in het milieueffectrapport.
Volgens de overheid zijn hervestigingsprogramma's nodig voor de 20 000 mensen die rechtstreeks verplaatst moeten worden vanwege de bouw van het reservoir. Norte Energia heeft geen vrijwillige, voorafgaande en geïnformeerde toestemming kunnen verkrijgen van de Juruna's en Arara's, de inheemse volksstammen die door de bouw van de Belo Montedam getroffen worden. Het project zou naar schatting 100 000 migranten naar het gebied brengen, en het zou 18 700 rechtstreekse en 25 000 onrechtstreekse banen creëren.

## Impactstudies

### INPA
Het INPA (Instituto Nacional de Pesquisas da Amazônia, Nationaal Instituut voor Onderzoek van het Amazonewoud) heeft berekend dat het Belo Montedamcomplex gedurende de eerste 10 jaar 112 miljoen ton kooldioxide-equivalent zal uitstoten, en dat er nog 783 000 ton CO2-equivalent extra zal worden uitgestoten tijdens de bouw en de aansluiting ervan op het nationale energienet.

### IBAMA
Volgens de beoordeling van het milieueffectrapport van IBAMA zijn de mogelijke gevolgen van het project:
- het ontstaan van verwachtingen naar de lokale en inheemse bevolking toe;
- een toename van de bevolking en van ongecontroleerde landbezetting;
- een toename van de behoeften aan diensten, goederen en banen;
- een verlies van huisvesting en economische activiteiten als gevolg van de verplaatsing van de bevolking;
- een verbeterde bereikbaarheid van de regio;
- veranderingen in het landschap, veroorzaakt door de installatie van steun en  van de belangrijkste structuren voor de bouw van de dam;
- schade aan de archeologische landgoederen in het gebied.

### FUNAI
Kort nadat het Braziliaanse congres op 12 juli 2005 toestemming gaf voor de bouw van de Belo Montedam, onderzocht de overheidsinstelling FUNAI (Fundação Nacional do Índio, letterlijk Nationale Stichting voor de Inheemse Bevolking) de impact van het project. Hoewel de FUNAI een aantal ernstige gevolgen op de inheemse bevolking identificeerde, onderschatte haar studie de sociale en milieugebonden effecten op het gebied. Ze hield ook geen rekening met alle inheemse gemeenschappen die getroffen zullen worden door de bouw van de dam. De studie identificeerde drie verschillende zones die door de bouw van de dam beïnvloed zullen worden: één rechtstreeks getroffen zone en twee zones die rechtstreeks en onrechtstreeks getroffen zullen worden. De manier waarop die zones bepaald en gedefinieerd werden is niet erg duidelijk. Bovendien is er een gebrek aan duidelijkheid wat de beperkings- en compensatiemechanismen betreft die in de FUNAI-studie worden voorgesteld.
Er zijn ook ernstige kwesties met betrekking tot de openbare informatie- en overlegprocedures die door de FUNAI werden uitgevoerd, wat volgens de Braziliaanse wet verplicht is. In september 2009 organiseerde het IBAMA (Instituto Brasileiro do Meio Ambiente e dos Recursos Naturais Renováveis, letterlijk Braziliaans Instituut voor Milieu en Hernieuwbare Natuurlijke Bronnen) vier openbare hoorzittingen in de stedelijke gebieden van de regio van de Xingurivier, maar de inwoners van deze gebieden zullen niet rechtstreeks getroffen worden door de dam. Door de hoge reiskosten en de beperkte reismogelijkheden konden de getroffen inheemse volkeren niet aan de openbare hoorzittingen deelnemen. De milieustudie, die 20 000 bladzijden telde, werd pas twee dagen vóór de hoorzittingen openbaar gemaakt, waardoor het onmogelijk was volledig vertrouwd te zijn met het complexe project. Ondanks deze tekortkomingen concludeerde de FUNAI met haar studie dat de bouw van de dam haalbaar was.

## Kritiek

### Kritiek vanuit de bevolking

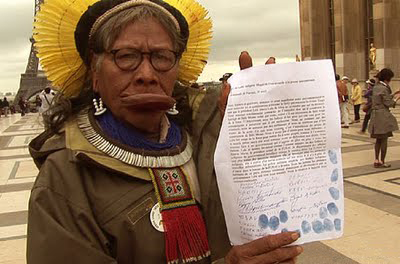
Raoni, leider van het Braziliaanse Kayapovolk, toont een petitie tegen de bouw van de Monte Belodam (Parijs, 2011)

Hoewel het project sterk wordt bekritiseerd door inheemse leiders, gelooft de president van het Braziliaanse onderzoeksinstituut EPE dat ze de steun van de Braziliaanse bevolking hebben. Op 20 april 2010 toonde een peiling van het Braziliaanse dagblad Folha de S. Paulo aan dat 52% van de bevolking vóór de bouw van de dam was.

### Protestacties

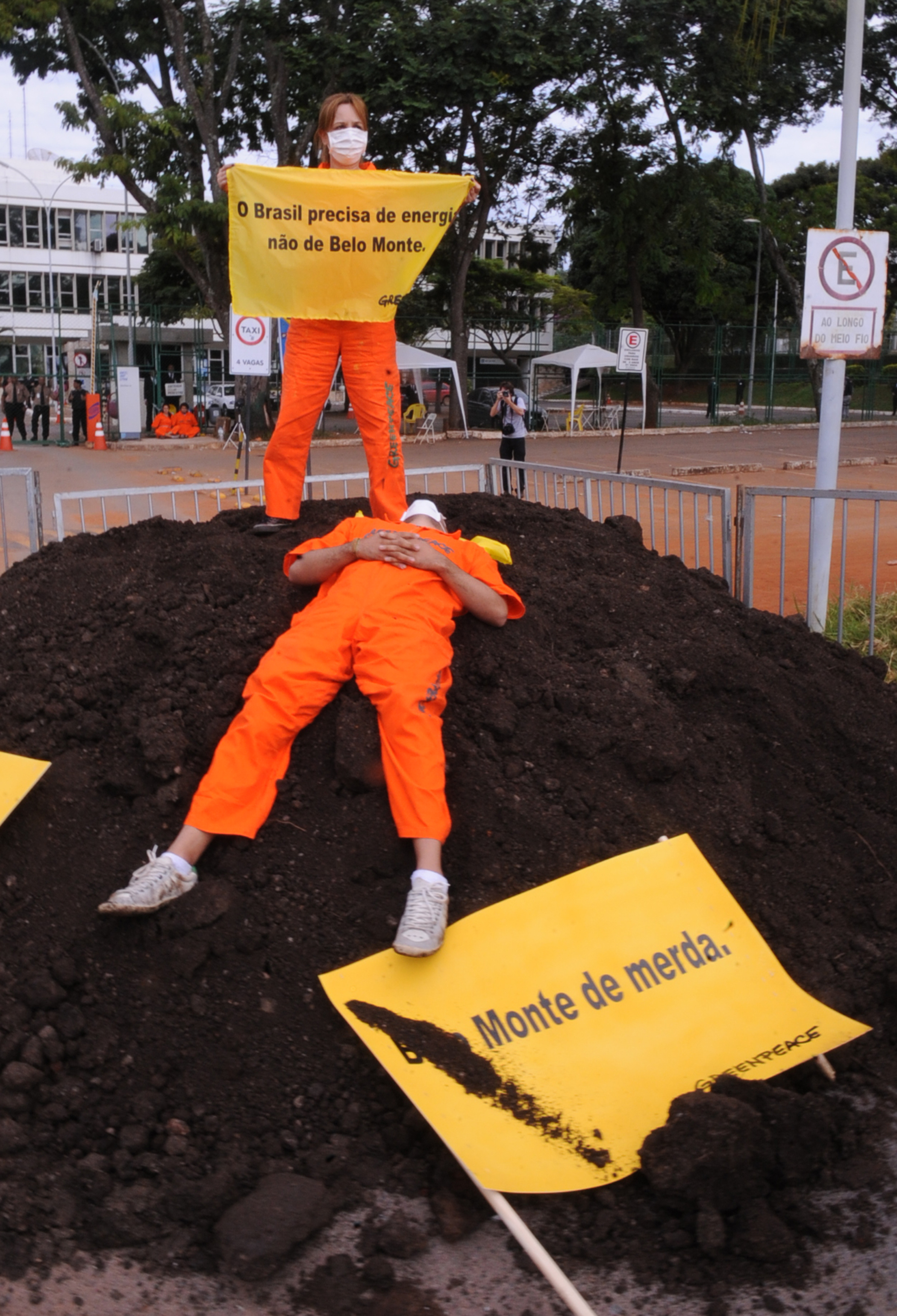
Protestactie van Greenpeace.

Sinds 2005 vonden er in heel het land al veel protestacties en betogingen plaats tegen de bouw van de Belo Montedam. In de Braziliaanse hoofdstad Brasilia protesteerden in februari 2011 honderden mensen, onder wie de leiders van 62 inheemse gemeenschappen en vertegenwoordigers van nationale en internationale ngo’s, tegen de bouw van de dam. Daarbij overhandigden ze een petitie aan de Braziliaanse regering, die door meer dan 500 000 mensen werd ondertekend. Groepen als deze willen de internationale aandacht trekken voor de situatie, in de hoop dat de internationale druk hen zal kunnen helpen om de bouw van de dam stop te zetten. Filmregisseur James Cameron en actrice Sigourney Weaver zijn twee van de beroemdheden die bij de protesten tegen de Belo Montedam betrokken zijn.

### Beschikbaarheid
Critici beweren dat het project financieel alleen zin heeft als de Braziliaanse regering extra damreservoirs bouwt om de waterstroming het hele jaar te garanderen, zodat de elektriciteitsproductie verhoogd wordt. Voorstanders van het project wijzen erop dat de seizoensgebonden minimumstroom van de Xingurivier zich voordoet op een moment dat andere Braziliaanse waterkrachtcentrales goed worden voorzien, zodat geen extra dammen zouden moeten worden gebouwd.

### Capaciteit
Walter Coronado Antunes, voormalig milieusecretaris van de staat São Paulo en ex-president van Milieusaneringsmaatschappij Sabesp (Companhia de Saneamento Básico do Estado de São Paulo), beweerde ooit dat de Belo Montedam een van de minst doeltreffende waterkrachtcentraleprojecten zal zijn in de geschiedenis van Brazilië. Belo Monte zal tussen juli en oktober slechts 10% van zijn nominale capaciteit van 11 233 MW kunnen produceren, en zal tijdens een heel jaar gemiddeld slechts 39% van zijn capaciteit (of 4 419 MW) produceren. Normaal gesproken ligt de capaciteit van waterkrachtcentrales tussen 30% en 80%. Volgens een studie van staatsenergiebedrijf Eletrobras zou de Belo Montedam zelfs bij een verminderde capaciteit nog steeds genoeg elektriciteit produceren om in de behoeften van de hele staat Pará te voorzien.